# 리키군

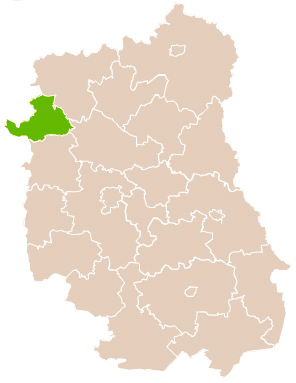
루블린주 지도에 표시된 리키군의 위치

리키군(폴란드어: powiat rycki)은 폴란드 루블린주에 위치한 군으로 군청 소재지는 리키이며 면적은 615.54km2, 인구는 55,919명(2019년 기준), 인구 밀도는 91명/km2이다.
북동쪽으로는 우쿠프군, 동쪽으로는 루바르투프군, 남쪽으로는 푸와비군, 서쪽으로는 마조프셰주 코지에니체군, 북서쪽으로는 마조프셰주 가르볼린군과 접한다. 6개 지방 자치체(1개 도시, 1개 도시형 농촌, 4개 농촌)를 관할한다.

군 문장